# Stensjön (Norrbo socken, Hälsingland)
Stensjön är en sjö i Hudiksvalls kommun i Hälsingland och ingår i Harmångersån-Delångersåns kustområde. Sjön är 5,1 meter djup, har en yta på 0,136 kvadratkilometer och befinner sig 275,3 meter över havet. Sjön avvattnas av vattendraget Sunnån (Viaån).

## Delavrinningsområde
Stensjön ingår i det delavrinningsområde (686214-155591) som SMHI kallar för Utloppet av Stensjön. Medelhöjden är 288 meter över havet och ytan är 0,67 kvadratkilometer. Det finns inga avrinningsområden uppströms utan avrinningsområdet är högsta punkten. Avrinningsområdets utflöde Sunnån (Viaån) mynnar i havet. Avrinningsområdet består mestadels av skog (76 procent). Avrinningsområdet har 0,14 kvadratkilometer vattenytor vilket ger det en sjöprocent på 20,3 procent.